# Next to You
 (avril 2021).
Si vous disposez d'ouvrages ou d'articles de référence ou si vous connaissez des sites web de qualité traitant du thème abordé ici, merci de compléter l'article en donnant les références utiles à sa vérifiabilité et en les liant à la section « Notes et références ».
Pistes de Outlandos d'Amour
So Lonely
 Next To You  est une chanson du groupe Police. Elle ouvre leur premier album sorti le 2 novembre 1978.

## Reprises
Next To You  a été reprise par des groupes tels que :
- The Offspring, en tant que chanson cachée sur leur compilation Greatest Hits (album de The Offspring).
- Anthrax sur leur single  Taking The Music Back .
- Les Foo Fighters ont interprété  Next To You  dans leurs tournées.